# 독일의 산업혁명
영국과 프랑스가 산업혁명에 성공하고 안주하고 있던 시기에 비스마르크를 중심으로 단결한 프로이센 중심의 통일을 이룬 독일에서는 프랑스와의 전쟁에서 받은 배상금으로 정부의 공업육성정책을 통하여 중화학 공업, 섬유공업, 기계공업 등 새로운 공업을 발달시켰다. 독일은 국가 주도로 시작된 산업혁명을 통해 계획적으로 철도, 도로 항만, 운하등을 건설했고 이런 기간 산업의 발달 덕분에 순조롭게 독일의 산업화가 이루어질 수 있었다. 독일의 산업혁명은 1836년 관세동맹의 완성에서 시작하여 1873년까지 계속되었다.

## 배경

### 영국, 프랑스의 산업 혁명
영국 산업혁명이 독일에 있어서 선진공업기술 수용 이상의 의미를 지니며 프랑스 혁명과 겹쳐서 독일의 정치, 경제, 사회구조의 근대화에 충격을 가져왔다는 점이다. 독일의 경우 영국 산업혁명의 수용에 있어서 무엇보다 정치적 사회적 조직과 운용에의 정비가 필요했다. 그 당시의 신성로마제국은 명목상의 존재이며 300이상의 독립한 제후의 집합체의 총칭이었다. 그리하여 나폴레옹 전쟁과 빈(Wein)회의를 거쳐 38개의 독립된 영방으로 구성된 독일 연방이 탄생하였다.

### 행정제도 개혁
왕실을 중심으로 하는 궁정국가에서 국민국가로의 전환과 시민사회의 형성을 들수 있다. 18세기 영토를 확장하던 프로이센은 궁정국가의 한계를 의식하고, 프랑스혁명의 영향과 나폴레옹 전쟁에서의 패배로 국민국가로의 전환을 꾀하는데 이를 위해 채택된 제방안이 「슈타인․하르덴베르크개혁」이다. 이 방안의 주된 내용은 행정조치의 개혁을 통해 중앙정부에서는 각 성제도(省制度)를 설치하고 정비된 관제제도를 통해 중앙과 지방을 연결했다. 국민과 국가간을 행정이 중재한다는 내용을 포함하며 특히 재정제도의 정비에 의하여 궁정재정과 국가재정이 분리되고 국가재정의 수입원으로 조세제도가 통일되었다.

### 농노제 폐지
조세특권뿐 아니라 영민에게 인격적 지배까지 미치고 있던 귀족적 지주와 농민과의 관계를 조정함으로써 국가와 국민의 관계를 분명히 하려고 했다. 유상방식으로 농지개혁을 추진하였으며, 국세납세자로서의 국민을 육성했고, 신분과 특권에 의해 규제되고 있던 사항을 철폐하여 국민간에 경제적 기회균등이 실현되도록 노력했다.

### 관세개혁과 관세동맹
독일각지의 산업계에 의해 1834년 독일 관세동맹(Zollverein)이 발족하였다. 비록 오스트리아, 하노바(Hannover), 한자(Hansa) 자유도시등은 참가하지 아니하였으나, 기타의 연방은 1818년의 프로이센 관세법을 기반으로 하는 공통의 관세제도를 채용하였다. 모든 영방은 정치적 주권을 유지하면서 대외적으로 공통의 관세율을 채용하고 동맹내부의 통상은 국내에 있어서의 것에 준하도록 했다. 관세수입은 각 영방의 인구비율에 따라 분배하였으며, 이는 독일 국민경제형성의 시초로 참가하는 영방도 서서히 증가해 1870년의 프로이센․프랑스 전쟁을 계기로 다음해 성립한 독일제국의 모체가 되었다.

## 발달 과정

### 자본의 투자
산업혁명의 전개를 관철시킨 결정적인 요인이었던 고정자본의 투하는 교통산업이었다. 독일에 있어서 산업혁명의 발현에 있어서 교통산업에의 투자, 특히 1840년대 철도 건설이 결정적이었다 철도로부터 시작해 다른 부분으로 파급된 1840년대는 독일사상 최초의 순환성 호경기에 이르게 되었고, 불변고정자본하의 파동은 1847년 경제공황으로 중단되었다. 1853년에 이르러서는 독일사상 두 번째의 불변고정자본의 대량투하가 이루어졌는데, 이는 소모한 생산수단의 임시적 갱신외에 확대재생산을 강력히 유도하는 자본투하였다. 이때에도 철도가 중요한 역할을 하였다. 50년대부터 60년대까지 연장거리는 2배나 증가하였으며 화물량은 거의 7배나 증가하였다.자본의 집중으로 샤프하우젠(Schaffhausen)은행을 비롯하여 디스콘토․게젤샤프트(Diskonton Gesellschaft), 달름슈타트(Drarmstadt)은행 베를린(Berlin) 상업은행 및 기타은행이 50년대에 등장하였다.

### 생산의 상승
압연기를 도입한 공장을 통한 생산, 기관차 및 기타의 기계 제조소의 생산은 선철생산을 급속화시켰다. 이 시기에 철강소비량이 1834년의 12만1,039톤으로부터 1847년의 41만 4,094톤으로 거의 3배가 되었다. 1842년 독일에 있던 245대의 기관차중 38대만이 독일제였으나 1851년에는 1,084대의 기관차 중 679대가 독일제였고, 철로에 대한 수요도 점점 자국제품에 의하여 충당 되었다. 즉 철도에 있어서 고정자본의 투하가 이에 알맞은 금속공업의 발전을 가져온 것은 독일 경제사에 있어서 결정적인 의의를 갖고 있다. 1851년부터 1857년에 걸쳐 철의 소비량이 2.5배나 증대하고 선철생산의 성장속도는 약 2.5배로 증가하였다. 석탄생산도 2.5배 증대했다. 면사 생산은 1850년과 1857년간에 100% 이상 증대했다.

### 생산기술의 진보
1840년대에 있어서 독일에서는 이미 그 이전부터 자본주의적 공업경영이 지배하고 있던 모든 부분에서 기술적 진보가 나타났다. 증기기관은 광산업의 강력한 확대 그리고 산업혁명의 중요한 특징을 나타내는 광산프로레타리아트의 증대 등을 가능케 했다. 증기기관은 루어(Ruhr)지역에 있어서 대석탄업의 설립에 그 길을 열어주었다. 이러한 관점에서 1839년에 하나의 개삭공사가 행하여져 1841년에 엣센(Essen) 부근에서 최초의 갱도가 영업을 시작한 것은 루어탄광업 사상 가장 중요한 사건이었다. 기술적 진보는 또한 기계제조업에도 나타나 금속가공기계의 광범한 사용에 의하여 기계공업의 중요한 전진을 이룩했다. 이 발전과정은 50년대에도 계속되었다.
중공업내부에서는 선철제조의 경우 코크스 고로(高爐)의 채용이 중요한 진보였고, 섬유공업에 있어서는 역직기의 수가 서서히 증가했다. 1857년의 순환적 공황과 이에 계속되는 불황기로 변화하여 그간 소규모적인 섬유공업의 파산에 의하여 보다 큰 그리고 고도한 기술을 장비한 제경영이 증대했다. 이후 1860년대의 호황기에는 생산상승의 기술적 기초가 이전보다 한층 급속히 변화하기 시작했다. 고정자본의 투하가 생산설비의 확대보다도 그 근대화로 돌려졌으며 이로 인해 기술적 진보는 증가하였고, 특히 섬유공업에서 분명하게 나타났다. 예로 면방적기에서의 노화된 기계 대신에 근대적인 증기력으로 움직이는 자동방추가 도입되었다.

## 같이 보기
- 독일의 역사
- 독일의 경제사
- 독일의 경제

## 참고 문헌
- 독일 근세 경제사 : 김광수 著, 숭실대학교 출판부. 1996.[쪽 번호 필요]
- 독일(獨逸)의 산업혁명 : 김광수 著, 한국경영사학회, 1995. (논문)
- 이야기 독일사 : 박래식 著, 청아출판사,2006.[쪽 번호 필요]